# 圣塞巴斯蒂昂-杜安塔
圣塞巴斯蒂昂-杜安塔是巴西米纳斯吉拉斯州的一个市镇。总面积80.181平方公里，总人口5388人，人口密度67.2人/平方公里。